# Yamato nadeshiko

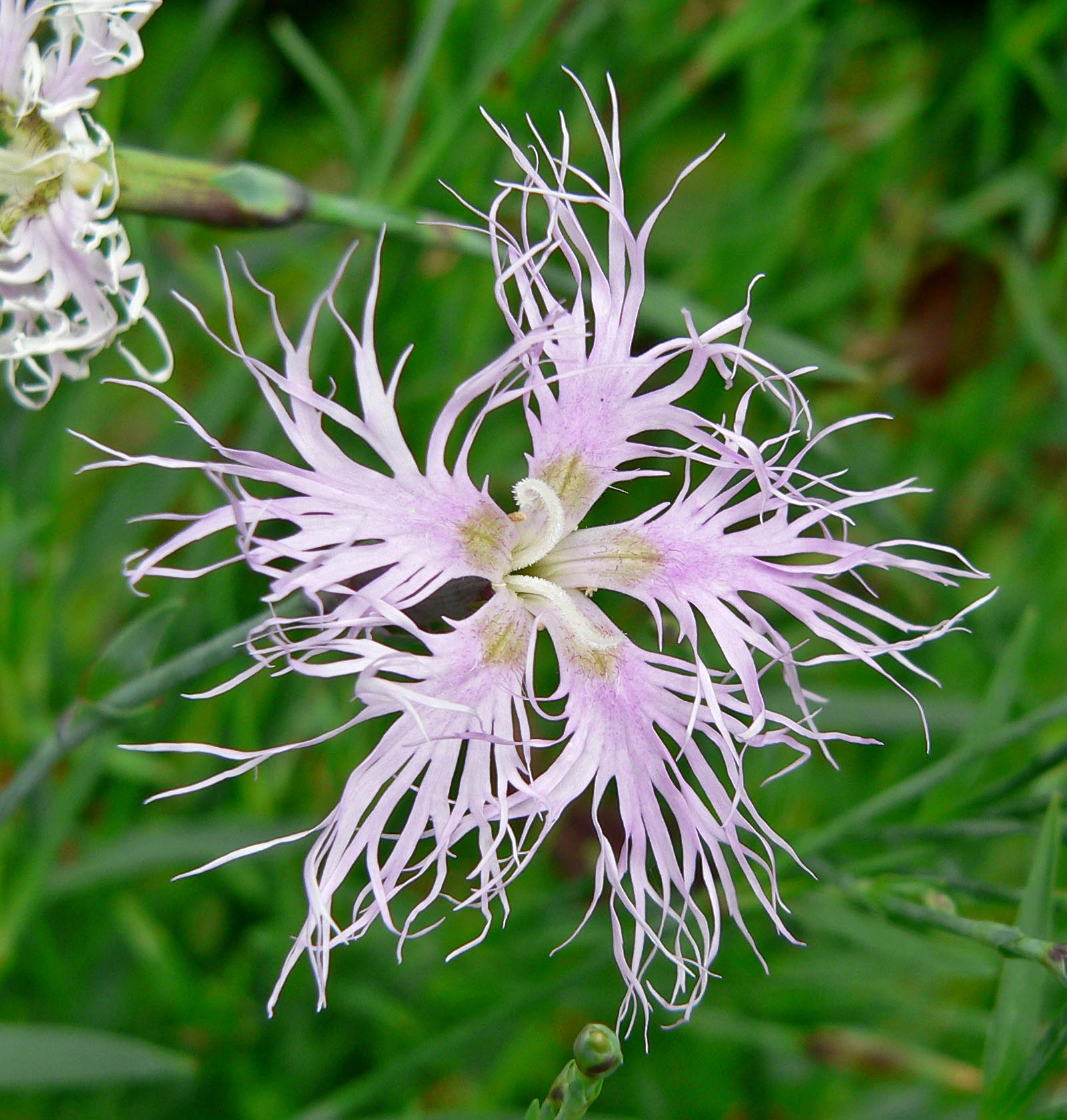
Goździk pyszny (Dianthus superbus)

Yamato nadeshiko (jap. やまとなでしこ lub 大和撫子) – japoński termin oznaczający „uosobienie wyidealizowanej japońskiej kobiety” lub „ucieleśnienie czystego, kobiecego piękna” – cechy takie jak opanowanie, życzliwość, łagodność, wdzięk, pokora, cierpliwość, cnotliwość, szacunek, uczciwość, dobroczynność i wierność. Jest to kwiatowa metafora, łącząca słowa Yamato, starożytną nazwę Japonii, i nadeshiko, goździk z gatunku Dianthus superbus, którego kanji tłumaczy się jako „pieszczotliwe dziecko”.
Termin „Yamato nadeshiko” jest często używany w celu opisania skromnej młodej kobiety, a we współczesnym kontekście, nostalgicznie o kobietach z dobrymi cechami, które są postrzegane jako coraz rzadsze.
Oficjalny przydomek reprezentacji Japonii w piłce nożnej kobiet to Nadeshiko Japan (jap. なでしこジャパン), który pochodzi od Yamato nadeshiko.